# Valon Zumberi
Valon Zumberi (* 24. November 2002 in Hamburg) ist ein kosovarisch-deutscher Fußballspieler. Der Innenverteidiger steht bei Vitesse Arnheim unter Vertrag.

## Karriere

### Im Verein
Zumberi wurde als Sohn kosovarischer Eltern in Hamburg geboren und begann beim Norderstedter SV mit dem Fußballspielen, ehe er 2010 zu den F-Junioren (U9) des Hamburger SV wechselte. In den folgenden Jahren durchlief er alle Mannschaften des Nachwuchsleistungszentrums. Der Innenverteidiger war u. a. in der Saison 2018/19 mit den B1-Junioren (U17) in der B-Junioren-Bundesliga Nord/Nordost sowie in den Spielzeiten 2019/20 und 2020/21 mit den A-Junioren (U19) in der A-Junioren-Bundesliga Nord/Nordost aktiv. Nach dem Ende seiner Juniorenzeit verpasste der Kosovare jedoch den Sprung in die Profimannschaft, die in der 2. Bundesliga spielte, sondern wurde zur Saison 2021/22 in die zweite Mannschaft integriert. Für diese absolvierte er in seinem ersten Jahr im Herrenbereich 21 Spiele (19-mal in der Startelf) in der viertklassigen Regionalliga Nord und erzielte 2 Tore. Im April 2022 durfte Zumberi unter Tim Walter erstmals am Mannschaftstraining der Profis teilnehmen.
Die Vorbereitung auf die Saison 2022/23 durfte Zumberi unter Walter mit den Profis absolvieren. Währenddessen wurde der 19-Jährige mit einem Profivertrag mit einer Laufzeit bis zum 30. Juni 2024 ausgestattet. Bei den Profis war Zumberi hinter Sebastian Schonlau, Mario Vušković, Jonas David und Stephan Ambrosius, der nach dem Saisonstart verliehen wurde, als fünfter Innenverteidiger für den „erweiterten Profikader“ eingeplant. Nachdem Zumberi Mitte September 2022 nach einer Handverletzung in das Mannschaftstraining zurückgekehrt war, kam er wieder regelmäßig in der zweiten Mannschaft zum Einsatz. Aufgrund einiger Verletzungen und Sperren schaffte er es ab Anfang Oktober 2022 regelmäßig bei den Profis in den Spieltagskader. Am 12. November 2022 debütierte Zumberi in der 2. Bundesliga, als er bei einem 4:2-Sieg gegen den SV Sandhausen kurz vor dem Spielende als Rechtsverteidiger eingewechselt wurde. Im weiteren Saisonverlauf spielte er keine Rolle und wurde nur ein weiteres Mal kurz vor dem Spielende eingewechselt. Für die zweite Mannschaft absolvierte Zumberi 14 Regionalligaspiele.
Vor der Saison 2023/24 kehrte Ambrosius zum HSV zurück, während David den Verein verließ. Der HSV verpflichtete zudem mit Dennis Hadžikadunić und Guilherme Ramos zwei weitere Innenverteidiger. Zumberi spielte gar keine Rolle mehr und stand bis zur Winterpause nur bei einem Zweitligaspiel ohne Einsatz im Spieltagskader. Er lief stattdessen 6-mal in der Regionalliga Nord auf. Mitte Januar 2024 verlängerte Zumberi seinen zum Saisonende auslaufenden Vertrag bis zum 30. Juni 2025 und wechselte bis zum Saisonende auf Leihbasis zum Schweizer Zweitligisten FC Schaffhausen. Unter Christian Wimmer kam der Innenverteidiger in den ersten 6 Spielen über die volle Spielzeit zum Einsatz. In den folgenden 13 Spielen folgten jedoch nur noch 54 Spielminuten. Der FC Schaffhausen schaffte als Vorletzter den Klassenerhalt, woraufhin er den Verein wieder verließ.
Zur Vorbereitung auf die Saison 2024/25 kehrte Zumberi zum HSV zurück, der mittlerweile von Steffen Baumgart trainiert wurde. In einer der ersten Trainingseinheiten des Trainingslagers prallte der Innenverteidiger mit einem Trainingspartner zusammen und erlitt das Herausspringen einer Kniescheibe und eine Bandverletzung. Ende November 2024 stieg er in das Training der zweiten Mannschaft ein. Aus dem Profikader wurde Zumberi unter dem neuen Cheftrainer Merlin Polzin derweil aussortiert. Allerdings sollte der Innenverteidiger nicht in der Regionalliga Nord zum Einsatz kommen, um keinen Platz für einen U21-Spieler zu blockieren. Nach dem Saisonende verließ Zumberi den HSV mit seinem Vertragsende.
Zur Saison 2025/26 schloss sich Zumberi dem niederländischen Zweitligisten Vitesse Arnheim an. Er unterschrieb einen Vertrag bis zum 30. Juni 2027.

### In der Nationalmannschaft
Zumberi absolvierte zwischen Oktober 2017 und März 2019 im Rahmen der Qualifikationen zur U17-Europameisterschaft 2018 und 2019 9 Länderspiele für die kosovarische U17-Nationalmannschaft. Seit November 2020 ist er für die U21-Nationalmannschaft aktiv.